# Tricia Flores
Tricia Flores (* 29. Dezember 1979 in Belize) ist eine belizische Leichtathletin. Bei einer Körpergröße von 1,70 m beträgt ihr Wettkampfgewicht 60 kg.

## Leben
Als einer der wenigen international antretenden belizischen Leichtathleten lebt sie in Belize und nicht in den Vereinigten Staaten. Sie studierte Primary Education und Wirtschaftswissenschaften an der University of Belize, arbeitete aber auch schon an einer Grundschule, der Nazarene School im Cayo District. Sie ist Mitglied der Mannschaft der University of Belize, der Black Jaguars aus der belizischen Hauptstadt Belmopan.

## Erfolge
Sie nahm im 100-Meter-Lauf an den Leichtathletik-Weltmeisterschaften 2003 (7. ihrer Qualifikationsgruppe mit 13,89 s) und 2005 (5. ihrer Qualifikationsgruppe mit 12,59 s) teil sowie an den Commonwealth Games 2006 (8. ihrer Qualifikationsgruppe mit 12,63 s). Im Weitsprung sprang sie am 15. Juli 2007 mit 5,96 m bei ihrem zweiten Versuch bei der Offenen Mittelamerikameisterschaft in San Salvador einen belizischen Rekord. Bei der Sommerolympiade 2008 in Peking trat sie im Weitsprung an und wurde mit 5,25 m 19. in ihrer Qualifikationsgruppe. Bei den Olympischen Spielen 2018 war sie bei der Abschlussfeier Fahnenträgerin für Belize. Ihren belizischen Rekord im Weitsprung konnte sie am 16. April 2010 mit 5,97 m bei den Zentralamerikaspielen in Panama-Stadt um einen Zentimeter verbessern. Insgesamt erhielt sie bei mittelamerikanischen Leichtathletikmeisterschaften (Campeonatos Centroamericanos Mayores) zwischen 2004 und 2012 acht Goldmedaillen, sechs Silbermedaillen und fünf Bronzemedaillen, wobei sie 2004 in Managua mit 5,60 m und 2007 in San José mit 5,86 m jeweils den Meisterschaftsrekord aufstellte. Bei den Zentralamerikaspielen 2001 in Guatemala-Stadt erhielt sie drei Bronzemedaillen, 2010 in Panama-Stadt eine Goldmedaille.

### Bestleistungen
Ihre persönliche Bestleistung im 100-Meter-Lauf liegt bei 12,13 s, die sie am 3. Juni 2005 in San José, Costa Rica lief, im Weitsprung bei 5,97 m vom 16. April 2010 in Panama-Stadt. Im Dreisprung liegt ihre Bestweite bei 12,00 m, die sie am 9. Juni 2007 in San José sprang. Sie hält auch den belizischen Rekord in der 4-mal-100-Meter-Staffel. In der Formation Gina Lovell, Tricia Flores, Candace Bledes und Jackieva Castillo liegt hier die Zeit bei 48:34 s, gelaufen am 1. Dezember 2001 in Guatemala-Stadt, sowie den belizischen Rekord in der 4-mal-400-Meter-Staffel in der Formation Jackieva Castillo, Candace Bledes, Tricia Flores und Gina Lovell mit 4:09,72 min, einen Tag später in Guatemala-Stadt gelaufen.